# Borstbeeld Arie Keppler
Het Borstbeeld Arie Keppler is een artistiek kunstwerk in Amsterdam-Noord.
Het beeld werd door een groep reünisten van een plaatselijke school met financiële ondersteuning van het Amsterdams Fonds voor de Kunsten, het Woningbedrijf Amsterdam en Stadsdeel Amsterdam-Noord besteld bij beeldhouwer Constance Wibaut. Zij was kleindochter van wethouder Floor Wibaut die samen met Arie Keppler werkte aan de verbetering van arbeiderswoningen, hetgeen hier in Amsterdam-Noord het dorpsachtige Tuindorp Oostzaan opleverde. Wibaut en Keppler waren overigens zwagers van elkaar, de eerste was getrouwd met Mathilde Berdenis van Berlekom, de tweede met Josina Berdenis van Berlekom.
De woonwijk werd in de jaren twintig gebouwd het beeld is van veel later datum, 1999. Het werd geplaatst in het plantsoen van het Aldebaranplein aan de rand van het tuindorp. Het bronzen beeld is geplaatst op een grondplaat van beton, die ligt op een bakstenen sokkel die voor wat stijl betreft doet denken aan de Amsterdamse School met afwisselend baksteen )twee verschillende metselverbanden) en natuursteen. Het beeld draagt het monogram "CW99". Zoon Jan Keppler kwam het op 19 november 1999 onthullen.
In 2012 maakte ze nog een borstbeeld van haar grootvader. Keppler had al eerder een eerbetoon gekregen: het Arie Kepplerhuis aan het andere eind van de stad, kruising Waalstraat, President Kennedylaan. 

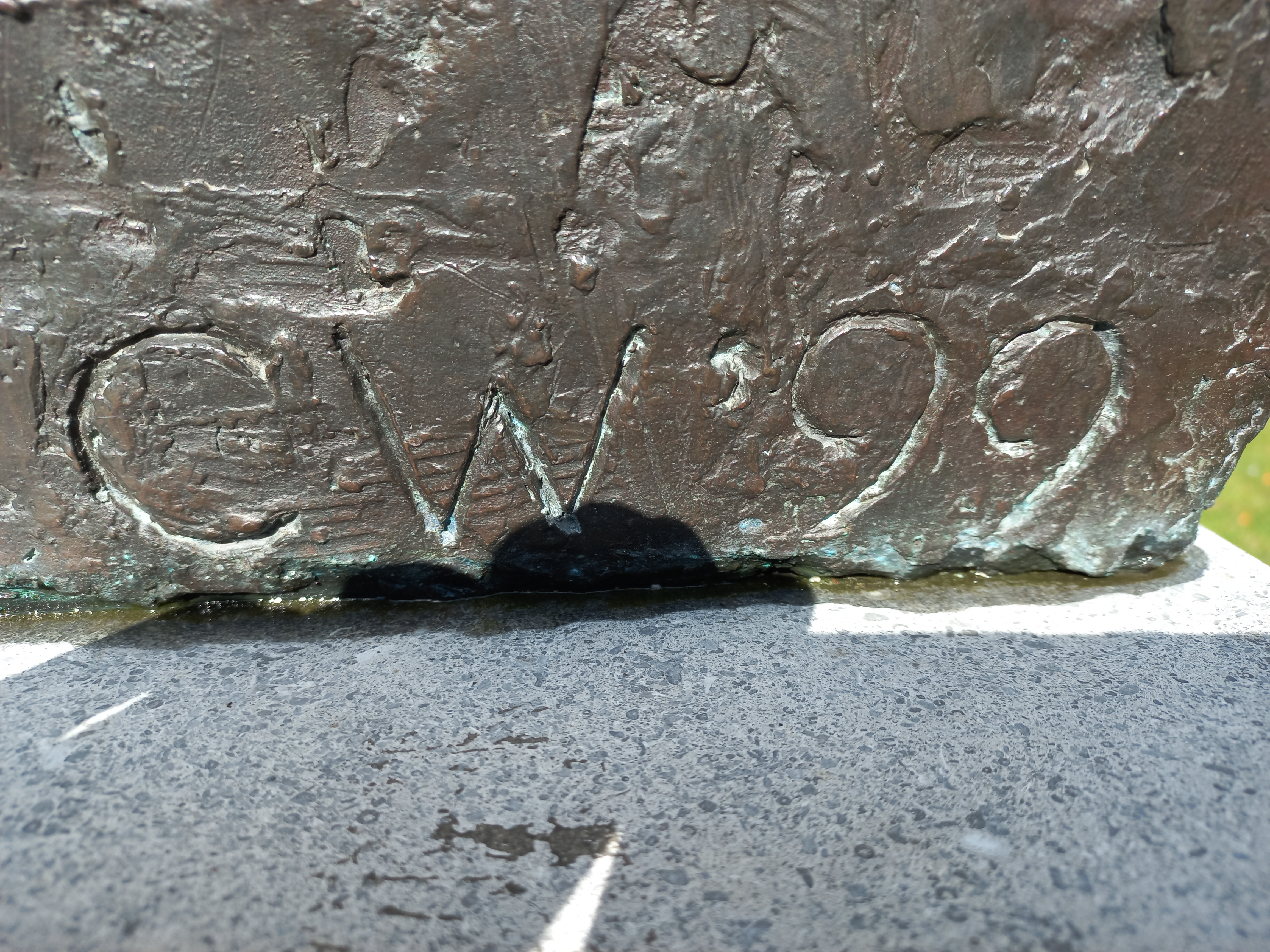
Monogram (september 2023)